# Tjojbalsan (distrikt)
Tjojbalsan (mongoliska: Чойбалсан Сум, Чойбалсан) är ett distrikt i Mongoliet. Det ligger i provinsen Dornod, i den östra delen av landet, 600 km öster om huvudstaden Ulan Bator. 
Staden Tjojbalsan ligger ej i distriktet.